# Reprezentacja Gwinei Równikowej w piłce nożnej mężczyzn
Reprezentacja Gwinei Równikowej w piłce nożnej – kadra narodowa Gwinei Równikowej w piłce nożnej.
Jest kontrolowana przez Federację Piłki Nożnej Gwinei Równikowej (Federación Ecuatoguineana de Fútbol) założoną w 1960. Od 1986 federacja jest członkiem CAF i FIFA. Przydomek reprezentacji to Nzalang Narodowy. Trenerem reprezentacji jest Brazylijczyk Antonio Dumas. Drużyna nigdy nie awansowała do finałów Mistrzostw Świata ani Pucharu Narodów Afryki. W 2012 razem z Gabonem Gwinea Równikowa była gospodarzem Pucharu Narodów Afryki. Był to zarazem pierwszy udział reprezentacji tego kraju w tej imprezie.Reprezentacja Gwinei Równikowej wystartowała do eliminacji Mistrzostw Świata 2014 w Brazylii już w I Rundzie pokonując w dwumeczu Madagaskar (2:0, 1:2). Obecnie selekcjonerami kadry Gwinei Równikowej są Franck Dumas oraz Rodolfo Bodipo.

## Udział wMistrzostwach Świata
- 1930 – 1966 – Nie brała udziału (była kolonią hiszpańską)
- 1970 – 1986 – Nie brała udziału (nie była członkiem FIFA)
- 1990 – 1998 – Nie brała udziału
- 2002 – 2022 – Nie zakwalifikowała się

## Udział wPucharze Narodów Afryki
- 1957 – 1986 – Nie brała udziału (była kolonią hiszpańską)
- 1957 – 1986 – Nie brała udziału (nie była członkiem CAF)
- 1957 – 1986 – Nie brała udziału
- 1988 – Wycofała się z eliminacji
- 1990 – Nie zakwalifikowała się
- 1994 – Nie brała udziału
- 1996 – Wycofała się z eliminacji
- 1998 – 2000 – Nie brała udziału
- 2002 – 2010 – Nie zakwalifikowała się
- 2012 – Ćwierćfinał
- 2013 – Nie zakwalifikowała się
- 2015 – IV miejsce
- 2017 – 2019 – Nie zakwalifikowała się
- 2021 – Ćwierćfinał
- 2023 – 1/8 finału

## Trenerzy reprezentacji Gwinei Równikowej
- 1980  Manuel Sanchís Martínez
- 1989-1990  Julio Raúl González 1989 - 19
- 1998  Pedro Mabale
- 1999  Jesús Martín Dorta
- 2000  Raúl Eduardo Rodríguez
- 2000  Juan Carlos Bueriberi Echuaca
- 2002  Francisco Nsi Nchama
- 2003  Jesús Martín Dorta
- 2003  Óscar Engonga
- 2004  Adel Amrouche
- 2004-2006  Antônio Dumas
- 2006  Quique Setién
- 2007-2008  Jordan de Freitas
- 2008-2009  Vicente Engonga
- 2009-2010  Carlos Diarte
- 2010  Casto Nopo
- 2010  Henri Michel
- 2011  Casto Nopo
- 2012  Gílson Paulo
- 2013-2014  Andoni Goikoetxea
- 2015-2017  Esteban Becker
- 2017  Casto Nopo
- 2017-2018  Franck Dumas
- 2018  Casto Nopo
- 2018-2019  Ángel López
- 2019  Casto Nopo
- 2019  Dani Guindos
- 2019-2020  Sébastien Migné
- 2020  Juan Micha i Casto Nopo
- 2021-obecnie  Juan Micha